# Шнабель, Артур (музыкант)
Артур Шнабель (нем. Artur Schnabel, 17 апреля 1882, Кунцендорф, Галиция — 15 августа 1951, Аксенштайн на Люцернском озере) — австрийский пианист, педагог, композитор.

## Биография
Был третьим, младшим ребёнком в еврейской семье торговца тканями. В 1884 семья переехала в Вену. Артур начал учиться игре на фортепиано с четырёх лет, случайно заинтересовавшись уроками старшей сестры Клары. С 6 лет учился в Венской консерватории у Ганса Шмитта, а через три года был принят в класс прославленного Т. Лешетицкого (учитель сказал ученику: «Ты никогда не станешь пианистом. Ты — музыкант»), в котором занимался до 1897; одновременно с ним учились О. Габрилович, М. Гамбург и И. Фридман. В первый год прошёл строгую техническую подготовку под руководством А. Есиповой и Мальвины Бри, ассистентки Лешетицкого.
После неудачной попытки наладить контакт с А. Брукнером изучал теорию музыки и композицию у О. Мандычевского, ассистента Брамса, благодаря которому вошёл в брамсовский круг. Шнабель часто виделся с самим Брамсом и однажды присутствовал при исполнении его первого фортепианного квартета с участием автора.
В год выпуска из класса Лешетицкого Шнабель сыграл дебютный концерт в Бёзендорфер-зале, затем дал серию концертов в Будапеште, Праге и Брюнне.
В 1898 переехал в Берлин, где дебютировал концертом в Бехштейн-зале. После Первой мировой войны гастролировал в США, России, Великобритании, Испании. Изначально прославился как исполнитель концертов с оркестром под управлением А. Никиша и как камерный музыкант — выступал аккомпаниатором певицы Терезы Бер, своей будущей жены. В 1902 основал Шнабелевское трио со скрипачом Альфредом Виттенбергом и виолончелистом Антоном Эккингом, просуществовавшее до 1904. В 1905 основал второе Шнабелевское трио с Карлом Флешем и Жаном Жерарди. В 1914, с началом войны, бельгиец Жерарди покинул трио, не имея возможности оставаться в Германии; его заменил Хуго Беккер, — так появилось третье Шнабелевское трио. Позднее Шнабель играл в квартете с Б. Губерманом, П. Хиндемитом и Г. Пятигорским. Также выступал в ансамблях с Й. Сигети, П. Казальсом, П. Фурнье, дружил и играл с крупнейшими дирижёрами своего времени — В. Фуртвенглером, Б. Вальтером, О. Клемперером, Дж. Селлом, В. Менгельбергом, А. Боултом.
С 1925 года преподавал в Берлинской высшей школе музыки.

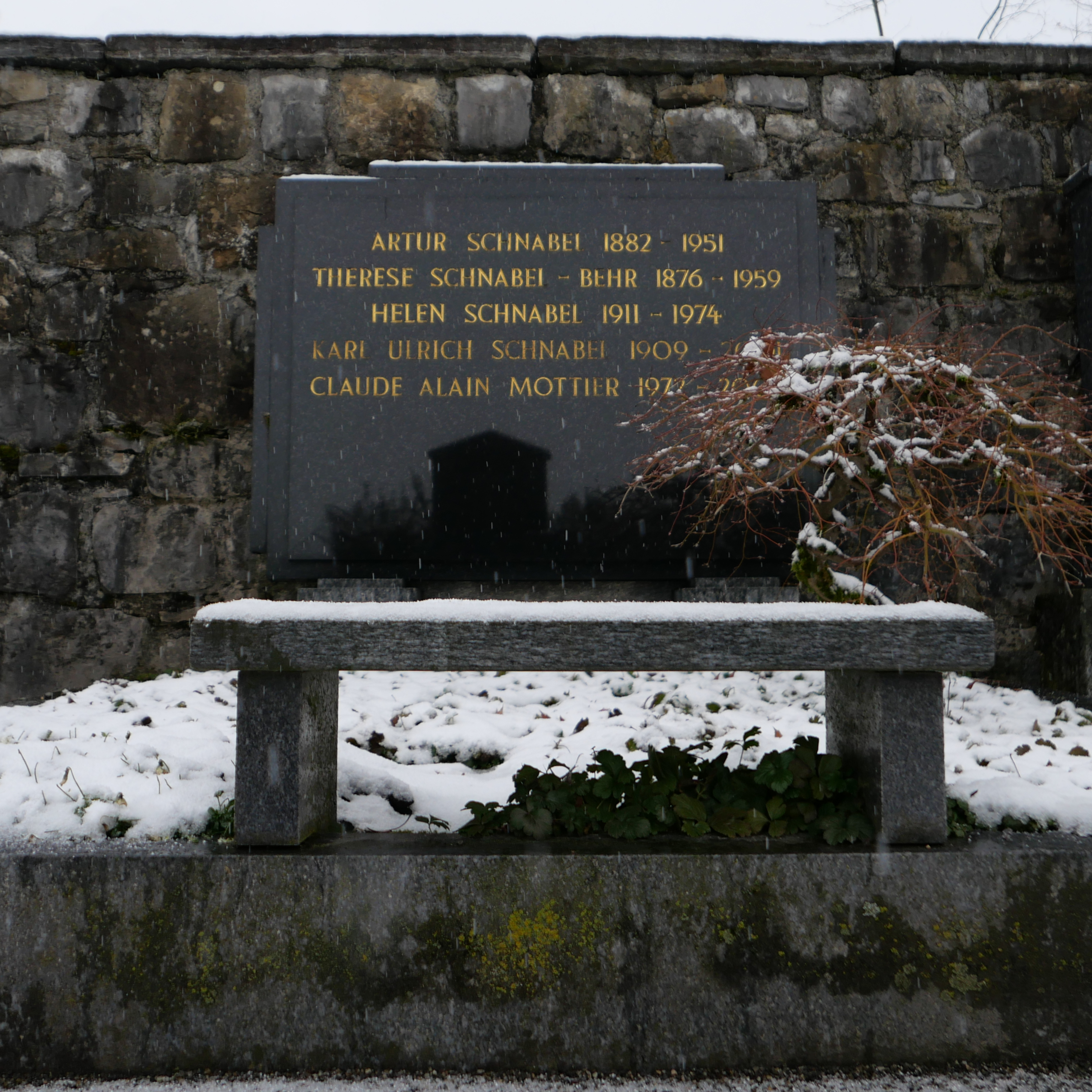
Семейная могила в январе 2024 года.

В 1933, после прихода к власти нацистов, покинул Германию. Жил в Италии, давал мастер-классы в Тремеццо. С 1939 — в США, в 1944 получил американское гражданство. Преподавал в Мичиганском университете. После окончания Второй мировой войны вернулся в Европу, поселился в Швейцарии. Его мать, Эрнестина Таубе, после аншлюса осталась в Вене и в августе 1942, в возрасте 83 лет, была депортирована в концлагерь Терезиенштадт, где умерла спустя два месяца. Шнабель ни разу не приехал в Германию и Австрию (даже по приглашению Фуртвенглера). Продолжал гастролировать и записываться до конца жизни.
В семье Шнабеля и Терезы Бер родились двое сыновей — Карл Ульрих (1909—2001), также ставший пианистом, и Стефан (1912—1999), актёр.
Похоронен на кладбище Швица, столицы одноимённого кантона. Вместе с ним похоронены его жена Тереза, их сын Карл Ульрих, его жена Хелен, урождённая Фогель (1911—1974), пианистка из США, и их внук Клод Ален Мотье (1972—2002), который также был пианистом и погиб в дорожно-транспортном происшествии не по своей вине. В 2006 году городские власти Швица объявили могилу памятником на бессрочном муниципальном попечении, то есть на неё не распространяется общепринятая практика извлечения останков по прошествии определённого периода (10—20 лет) с целью освободить место под новое захоронение.

## Репертуар
Шнабель наиболее известен как интерпретатор немецкой музыки, особенно венских классиков — Моцарта, Бетховена и Шуберта. Однако его репертуар был гораздо шире. В свои «виртуозные» берлинские годы он играл сочинения Листа, Шопена и Вебера. На ранних американских гастролях он включал в программу прелюдии Шопена и Фантазию до мажор Шумана. По воспоминаниям К. Аррау и В. Горовица, слушавших Шнабеля в 1920-е, он играл Первый концерт и Вторую сонату Шопена, Концертштюк фа минор, Вторую сонату и «Приглашение на танец» Вебера. Сам Шнабель говорил, что очень часто исполнял Сонату си минор и Первый концерт Листа.
После отъезда из Германии Шнабель полностью исключил подобные сочинения из репертуара. Сам он в качестве причины называл желание играть только ту музыку, которая превыше всякой интерпретации. Высказывалось и другое мнение: Шнабель, оторванный от родной культуры, ограничился немецкими композиторами, чтобы сохранить культурные корни.
Шнабель сыграл огромную роль в популяризации фортепианных сочинений Шуберта и особенно Бетховена. Он стал первым пианистом, осуществившим запись всех сонат Бетховена, ныне считающуюся эталонной, несмотря на технические погрешности (особенно в быстрых частях).

## Награды
Кавалер черногорского Ордена князя Данило I.
Введён в Зал славы журнала Gramophone.

## Автобиография
Автор автобиографической книги My life and music (1961, многократно переиздавалась).

## Публикации на русском языке
- «Ты никогда не будешь пианистом!» — М.: Классика-XXI, 1999 (2-е изд. — 2002)